# Гжатский сельсовет
Гжатский сельсовет — сельское поселение в Куйбышевском районе Новосибирской области Российской Федерации.
Административный центр — село Гжатск.

## История
Статус и границы сельского поселения установлены Законом Новосибирской области от 2 июня 2004 года № 200-ОЗ «О статусе и границах муниципальных образований Новосибирской области»

## Население
| 2002  | 2010  | 2012  | 2013  | 2014  | 2015  | 2016  |
| ----- | ----- | ----- | ----- | ----- | ----- | ----- |
| 1556  | ↘1378 | ↘1347 | →1347 | ↗1359 | ↘1335 | ↘1319 |
| 2017  | 2018  | 2019  | 2020  | 2021  |       |       |
| ↘1306 | ↘1283 | ↘1252 | ↘1233 | ↘1190 |       |       |

## Состав сельского поселения
| № | Населённый пункт | Тип населённого пункта       | Население |
| - | ---------------- | ---------------------------- | --------- |
| 1 | Аул-Бергуль      | населённый пункт             | ↘540      |
| 2 | Бергуль          | деревня                      | ↘112      |
| 3 | Гжатск           | село, административный центр | ↘585      |
| 4 | Казатово         | деревня                      | ↘63       |
| 5 | Степановка       | деревня                      | ↘78       |